# PBC Flamurtari
El PBC Flamurtari es un club de baloncesto profesional de la ciudad de Vlorë, que milita en la Liga e pare, la segunda categoría del baloncesto albanés. Disputa sus partidos en el Vlorë Sports Palace, con capacidad para 1000 espectadores.

## Posiciones en liga
| - 2003 - 6º - 2004 - 13º - 2005 - 1º-(Liga e pare) - 2006 - 8º-(Superliga) - 2007 - 13º - 2012 - 5º | - 2013 - 8º - 2014 - 1º-(Liga e pare) - 2015 - 5º-(Superliga) - 2016 - 5º - 2017 - 6º - 2018 - 2º-(Liga e pare) | - 2019 - 6º-(Liga e pare) - 2020 - 4º - 2021 - 6º - 2022 - 4º |

## Palmarés
- Campeón de la Liga e pare

2005, 2014

## Jugadores destacados
| - Ervino Beko - Fjorentin Bircaj - Armand Byberi - Klevis Kaso - Arlind Merkaj - Juljan Toska - Arjan Vasjari - Milan Dabović |